# Polyrhaphidini
Polyrhaphidini – plemię chrząszczy z rodziny kózkowatych i z podrodziny zgrzypikowych. 

## Zasięg występowania
Przedstawiciele tego plemienia występują w Afryce Subsaharyjskiej oraz w Ameryce Południowej i Północnej od Argentyny na płd. po Meksyk na płn. i na Małych Antylach.

## Systematyka
Do Polyrhaphidini zalicza się 25 gatunków i 2 rodzaje:
- Eudryoctenes,
- Polyrhaphis.

## Przypisy

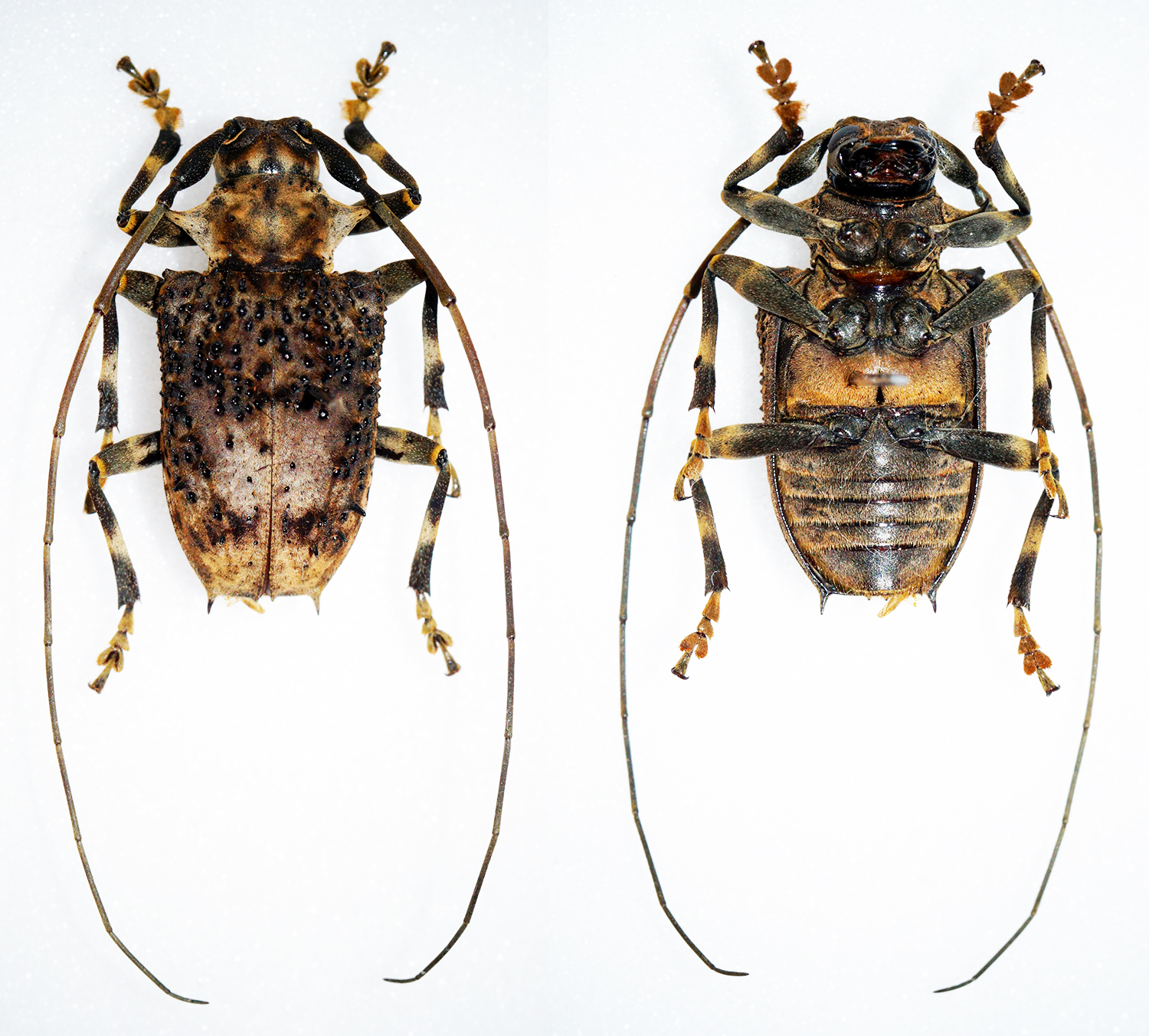
Polyrhaphis peruana